# Querstromzerspaner
Ein Querstromzerspaner ist eine Maschine zur Zerkleinerung verschiedener Materialien.

## Funktionsweise
Die Zerkleinerung erfolgt durch zwei oder mehrere Ketten, die sich mit hoher Geschwindigkeit horizontal in einem stehenden Zylinder um eine in der Mitte befindliche Achse drehen. Die Zerkleinerung erfolgt durch kinetische Energie. Das zu zerkleinernde Material wird von oben zugeführt, das zerkleinerte Material seitlich durch eine Klappe ausgeworfen. Der Querstromzerspaner wird meist portionsweise beschickt, der Zerkleinerungsgrad wird entweder durch die Verweildauer oder durch Siebe bestimmt.

## Verwendung
Der Querstromzerspaner wird hauptsächlich zur Zerkleinerung von Verbundmaterialien bis hin zu ganzen Haushaltsgeräten verwendet. Wegen seiner Unempfindlichkeit gegenüber Fremdkörpern (Steine) findet er zunehmend Verwendung zur Zerkleinerung organischen Materials z. B. in Biogasanlagen.